# 테일러 요크
테일러 요크(Taylor York, 1989년 12월 17일 ~ )는 미국의 기타리스트로, 파라모어의 일원이다.